# Автокар
Автокар е самоходна товаропреносна машина, използвана за безрелсово транспортиране на товари на къси разстояния. В зависимост от задвижването, автокарите могат да бъдат с двигател с вътрешно горене (бензинов или дизелов) или с електрически двигател.
В България производството на електрокари е добре развито през втората половина на XX век.
Товароносимостта му обикновено е до 6 тона.[източник? (Поискан днес)] Често е с повдигащ елемент. Прилага се в заводски, гаров и др. транспорт.

## Етимология
В развитието си думата е равносилна на отокар. От своя страна за отокар се посочват две значения: 1. Автомобилна кола за превоз. 2. Малка самодвижеща се платформа за принасяне на стоки на малки разстояния . Автокар е заемка в българския език от английски: autocar, което произлиза от гръцки: αὐτός (сам) и от латински: carrus (колесница, кола).